# Mike Mignola
Mike Mignola (* 16. září 1960, Berkeley, Kalifornie) je americký komiksový scenárista a kreslíř. Proslul svou prací pro Dark Horse Comics, zejména autorskými sériemi Hellboy a Ú.P.V.O.. Spolupracoval také na animovaném filmu Atlantida: Tajemná říše (2001) a krákometrážním pilotním filmu k nezrealizovanému seriálu The Amazing Screw-On Head (2006).

## Česky vydané komiksy

### Sešity
- Hellboy: Mrtvola, vydáno v Crew #02, (1997)
- Hellboy: Vlci ze Svatého Anastasia, část 1, vydáno v Crew #06, (1997)
- Hellboy: Vlci ze Svatého Anastasia, část 2, vydáno v Crew #07, (1998)
- Modrá Crew #05 - Hellboy (1998)
- Comicsové legendy #5 - Batman: Temný rytíř, temné město #1 (1999), (pouze kresba obálky).
- Comicsové legendy #6 - Batman: Temný rytíř, temné město #2 (1999), (pouze kresba obálky).
- Comicsové legendy #7 - Batman: Temný rytíř, temné město #3 (1999), (pouze kresba obálky).
- Hellboy: Původ bestie, vydáno v Crew #16, (2000)
- Hellboy: Baba Jaga, vydáno v Comics #4, (2001)
- Hellboy: Zlatá armáda (2008)
- Lobo: Univerzální gladiátoři (2010), (pouze kresba obálky).

### Knihy
- Hellboy:
  - Hellboy 1: Sémě zkázy (2002 a 2007)
  - Hellboy 2: Probuzení ďábla (2003 a 2013)
  - Hellboy 3: Spoutaná rakev (2004 a 2016)
  - Hellboy 4: Pravá ruka zkázy (2005)
  - Hellboy 5: Červ dobyvatel (2008)
  - Hellboy 6: Podivná místa (2009)
  - Hellboy 7: Pražský upír a další povídky (2010)
  - Hellboy 8: Temnota vábí (2012)
  - Hellboy 9: Divoký hon (2014)
  - Hellboy, kniha první (2014), (obsahuje knihy Hellboy 1–4).
  - Hellboy 10: Paskřivec a další příběhy (2015)
  - Hellboy 11: Ďáblova nevěsta a další příběhy (2016)
  - Hellboy, kniha druhá (2016), (obsahuje knihy Hellboy 5–7 a 10).
  - Hellboy 12: Bouře a běsy (2017)
  - Hellboy, kniha třetí (2017), (obsahuje knihy Hellboy 8, 9, 11 a 12).
  - Hellboy: Neuvěřitelné příběhy (2018)
  - Hellboy: Půlnoční cirkus (2019)
  - Hellboy: V Mexiku (2020)
  - Hellboy: Vstříc mrtvým vodám (2021)
  - Hellboy: Kosti obrů (2022)
  - Hellboy v pekle 1: Pád (2024)

- Hellboy – Mladá léta:
  - Hellboy – Mladá léta: Utajená země (2022)
  - Hellboy – Mladá léta: Smrtihrad (2023)

- Hellboy a Ú.P.V.O.:
  - Hellboy a Ú.P.V.O.: 1952 (2023)
  - Hellboy a Ú.P.V.O.: 1953 (2024)

- Ú.P.V.O.:
  - Ú.P.V.O. 1: Dutozem a další povídky (2010)
  - Ú.P.V.O. 2: Duše Benátek a další povídky (2013)
  - Ú.P.V.O. 3: Žabí mor (2015)
  - Ú.P.V.O. 4: Smrt (2015)
  - Ú.P.V.O. 5: Černý plamen (2016)
  - Ú.P.V.O. 6: Univerzální stroj (2016)
  - Ú.P.V.O. 7: Zahrada duší (2017)
  - Ú.P.V.O. 8: Vražedné místo (2017)
  - Ú.P.V.O. 9: 1946 (2019)
  - Ú.P.V.O. 10: Výstraha (2020)
  - Ú.P.V.O. 11: Černá bohyně (2020)
  - Ú.P.V.O. 12: Žabí válka (2021)
  - Ú.P.V.O. 13: 1947 (2021)
  - Ú.P.V.O. 14: Král strachu (2021)
  - Ú.P.V.O. 15: 1948 (2022)
  - Ú.P.V.O. 16: Upír (2022)
  - Ú.P.V.O. 17: Lidská bytost (2022)

- Ú.P.V.O.: Peklo na zemi:
  - Ú.P.V.O. Peklo na zemi 1: Nový svět (2023)
  - Ú.P.V.O. Peklo na zemi 2: Bohové a netvoři (2023)
  - Ú.P.V.O. Peklo na zemi 3: Rusko (2023)
  - Ú.P.V.O. Peklo na zemi 4: Vlak plný příšer a Odložená smrt (2023)
  - Ú.P.V.O. Peklo na zemi 5: Pickenský děs a další příběhy (2023)
  - Ú.P.V.O. Peklo na zemi 6: Pánův návrat (2024)
  - Ú.P.V.O. Peklo na zemi 7: Když peklo zamrzlo (2024)
  - Ú.P.V.O. Peklo na zemi 8: Jezero plné ohně (2024)
  - Ú.P.V.O. Peklo na zemi 9: Říše Černého plamene (2024)
  - Ú.P.V.O. Peklo na zemi 10: Ďábelská křídla (2024)
  - Ú.P.V.O. Peklo na zemi 11: Kámen a krev (2025)
  - Ú.P.V.O. Peklo na zemi 12: Proměny (2025)

- Abe Sapien:
  - Abe Sapien 1: Dýka z Lipu (2019)
  - Abe Sapien 2: S ďáblem nejsou žerty a další příběhy (2020)
  - Abe Sapien 3: Temní a děsiví a Nová lidská rasa (2024)
  - Abe Sapien 4: Podoba toho, co přichází (2025)
  - Abe Sapien 5: Posvátná místa (2025)
  - Abe Sapien 6: Bezedná temnota (2025)

- Baltimore:
  - Baltimore 1: Morové lodě (2017)
  - Baltimore 2: Prokleté zvony (2018)
  - Baltimore 3: Tajemný poutník a další příběhy (2018)
  - Baltimore 4: Kostnice (2019)
  - Baltimore 5: Apoštol a čarodějnice (2019)
  - Baltimore 6: Kult Rudého krále (2020)
  - Baltimore 7: Prázdné hroby (2020)
  - Baltimore 8: Rudé království (2021)

- Humr Johnson:
  - Humr Johnson 1: Železný Prométheus (2018)
  - Humr Johnson 2: Klepeto spravedlnosti (2021)
  - Humr Johnson 3: Znamení smrti (2022)

- Lovec čarodějnic:
  - Lovec čarodějnic 1: Ve službách andělů (2018)
  - Lovec čarodějnic 2: Zatracen navěky (2019)
  - Lovec čarodějnic 3: Záhada ve Vodozemí (2023)

- Sledgehammer 44:
  - Sledgehammer 44 (2019)

- Lady Baltimore:
  - Lady Baltimore: Královny čarodějek (2022)
  - Lady Baltimore 2: Spojenci (2023)

- Frankenstein v podzemí (2020)
- Kostěj Nesmrtelný (2025)
- Neuvěřitelný Šroubohlav a další pozoruhodnosti (2025)
- Umrlčí hnát a další podivné příhody z nepoznaných zemí (2025)

- Solomon Kane: Ďáblův hrad (2010), (pouze kresba obálky).
- Vetřelci Omnibus 3 (2010), (pouze kresba příběhu Vykoupení).
- Baltimore aneb Statečný cínový vojáček a vampýr (2011), (román, napsán společně s Christopherem Goldenem).
- Zaklínač: Skleněný dům (2015), (pouze kresba obálky).
- DC komiksový komplet 029 - Batman: Zkáza, jež postihla Gotham (2018) / (s Richard Pace a Troy Nixey, 2000-2001)
- Drákula (2019), (kresba, scénář napsal Roy Thomas).

### Dark Horse Comics
- Hellboy (1994– dodnes)
  - Hellboy: Seed of Destruction (1994). Kresba Mignola, scénář John Byrne.
  - Hellboy: Wake the Devil (1997). Kresba i scénář Mignola.
  - Hellboy: The Chained Coffin and Others (1998). Kresba i scénář Mignola.
  - Hellboy: The Right Hand of Doom (2000). Kresba i scénář Mignola.
  - Hellboy: Conqueror Worm (2002). Kresba i scénář Mignola.
  - Hellboy: Strange Places (2006). Kresba i scénář Mignola.
  - Hellboy: The Troll Witch and Others (2007). Kresba i scénář Mignola.
  - Hellboy: Darkness Calls (2008). Kresba Duncan Fegredo.
  - Hellboy: The Wild Hunt (2010). Kresba Duncan Fegredo.
  - Hellboy: The Crooked Man and Others (2010). Kresba Mignola, Richard Corben a další.
  - Hellboy: The Bride of Hell and Others (2011). Kresba a scénář Mignola, Richard Corben, Kevin Nowlan, Scott Hampton a další.
  - Hellboy: The Storm and the Fury (2012). Kresba Duncan Fegredo.
  - Hellboy in Hell: The Descent (2014). Kresba i scénář Mignola.
  - Hellboy in Hell: The Death Card (2016). Kresba i scénář Mignola.
  - Hellboy in Mexico (2016). Kresba Corben a další.
  - Young Hellboy: The Hidden Land (2021).
  - Hellboy: The Silver Lantern Club (2022). Scénář Mike Mignola a Chris Roberson. Kresba Christopher Mitten a Ben Stenbeck.
  - Hellboy: The Bones of Giants (2022). Scénář Mike Mignola a Christopher Golden. Kresba Matt Smith.

- Hellboy and the B.P.R.D. (2015– ...)
  - Hellboy and the B.P.R.D.: 1952 (2015).
  - Hellboy and the B.P.R.D.: 1953 (2016).
  - Hellboy and the B.P.R.D.: 1954 (2018).
  - Hellboy and the B.P.R.D.: 1955 (2018).
  - Hellboy and the B.P.R.D.: 1956 (2019).
  - Hellboy and the B.P.R.D.: The Beast of Vargu and Others (2020).
  - Hellboy and the B.P.R.D.: The Return of Effie Kolb and Others (2022).
  - Hellboy and the B.P.R.D.: 1957 (2023).

- Abe Sapien (1998, 2008– dodnes)
  - Abe Sapien: The Drowning (2008). Scénář Mike Mignola, kresba Jason Shawn Alexander.
  - Abe Sapien: The Devil Does Not Jest and Other Stories (2012). Scénář Mike Mignola a John Arcudi, kresba různí umělci.
  - Abe Sapien: Dark and Terrible and The New Race of Man (2013). Scénář Mike Mignola, John Arcudia Scott Allie, kresba Sebastián Fiumara a Max Fiumara.
  - Abe Sapien: The Shape of Things to Come (2014). Scénář Mike Mignola a Scott Allie, kresba Sebastián Fiumara a Max Fiumara.
  - Abe Sapien: Sacred Places (2015). Scénář Mike Mignola a Scott Allie, kresba Sebastián Fiumara a Max Fiumara.
  - Abe Sapien: A Darkness So Great (2015). Scénář Mike Mignola a Scott Allie, kresba Sebastián Fiumara a Max Fiumara.
  - Abe Sapien: The Secret Fire (2016). Scénář Mike Mignola a Scott Allie, kresba Sebastián Fiumara a Max Fiumara.
  - Abe Sapien: The Desolate Shore (2017). Scénář Mike Mignola a Scott Allie, kresba Sebastián Fiumara a Max Fiumara.
  - Abe Sapien: Lost Lives and Other Stories (2017). Scénář Mike Mignola a Scott Allie, kresba Alise Gluškova, Kevin Nowlan, Santiago Caruso a další.

- Lobster Johnson (1999, 2007– dodnes)
  - Lobster Johnson: The Iron Prometheus (2008). Scénář Mike Mignola, kresba Jason Armstrong.
  - Lobster Johnson: The Burning Hand (2012). Scénář Mike Mignola a John Arcudi, kresba Tonči Zonjić.
  - Lobster Johnson: Satan Smells a Rat (2014). Scénář Mike Mignola a John Arcudi, kresba různí umělci.
  - Lobster Johnson: Get the Lobster (2014). Scénář Mike Mignola a John Arcudi, kresba Tonči Zonjić.
  - Lobster Johnson: The Pirate's Ghost and Metal Monsters of Midtown (2017). Scénář Mike Mignola a John Arcudi, kresba Tonči Zonjić.
  - Lobster Johnson: A Chain Forged in Life (2018). Scénář Mike Mignola a John Arcudi, kresba Stephen Green a Ben Stenbeck.

- B.P.R.D. (2002–2011). Scénář Mike Mignola a Scott Allie, kresba různí umělci (Guy Davis, Peter Snejbjerg...)
  - Hollow Earth & Other Stories (2003).
  - The Soul of Venice & Other Stories (2004).
  - Plague of Frogs (2005).
  - The Dead (2005).
  - The Black Flame (2006).
  - The Universal Machine (2007).
  - Garden of Souls (2008).
  - Killing Ground (2008).
  - 1946 (2008).
  - The Warning (2009).
  - The Black Goddess (2009).
  - War on Frogs (2010).
  - 1947 (2010).
  - King of Fear (2010).
  - Being Human (2011).
  - 1948 (2013).
  - Vampire (2013).

- B.P.R.D. Hell on Earth (2011–2016). Scénář Mike Mignola a Scott Allie, kresba různí umělci (Tyler Crook, James Harren, Guy Davis, Peter Snejbjerg...)
  - New World (2011).
  - Gods and Monsters (2012).
  - Russia (2012).
  - The Devil's Engine & The Long Death (2012).
  - The Pickens County Horror and Others (2013).
  - The Return of the Master (2013).
  - A Cold Day in Hell (2014).
  - Lake of Fire (2014).
  - The Reign of the Black Flame (2014).
  - The Devil's Wings (2015).
  - Flesh and Stone (2015).
  - Metamorphosis (2015).
  - End of Days (2016).
  - The Exorcist (2016).
  - Cometh the Hour (2017).

- B.P.R.D.: The Devil You Know (2017– dodnes). Scénář Mike Mignola a Scott Allie, kresba různí umělci
  - Messiah (2018)
  - Pandemonium (2019)
  - Ragna Rok (2019)

- Sir Edward Grey, Witchfinder (2009– dodnes).
  - In the Service of Angels (2009). Scénář Mike Mignola a Scott Allie, kresba Ben Stenbeck a Patric Reynolds.
  - Lost and Gone Forever (2011). Scénář Mike Mignola a John Arcudia, kresba John Severin.
  - The Mysteries of Unland (2014). Scénář Mike Mignola, Kim Newman a Maura McHugh, kresba Tyler Crook a Ben Stenbeck.
  - City of the Dead (2017).
  - The Gates of Heaven (2019).
  - The Reign of Darkness (2020).

- Baltimore (2010– dodnes).
  - The Plague Ships (2011). Scénář Mike Mignola & Christopher Golden, kresba Ben Stenbeck.
  - The Curse Bells (2012). Scénář Mike Mignola & Christopher Golden, kresba Ben Stenbeck.
  - A Passing Stranger and Other Stories (2013). Scénář Mike Mignola & Christopher Golden, kresba Ben Stenbeck.
  - Chapel of Bones (2014). Scénář Mike Mignola & Christopher Golden, kresba Ben Stenbeck.
  - The Apostle and the Witch of Harju (2015). Scénář Mike Mignola & Christopher Golden, kresba Ben Stenbeck a Peter Bergting.
  - The Cult of the Red King (2016). Scénář Mike Mignola & Christopher Golden, kresba Peter Bergting.
  - Empty Graves (2016). Scénář Mike Mignola & Christopher Golden, kresba Peter Bergting.
  - The Red Kingdom (2017). Scénář Mike Mignola & Christopher Golden, kresba Peter Bergting.

- Sledgehammer 44 (2013).
  - Volume 1 (2014). Scénář Mike Mignola a John Arcudi, kresba Jason Latour a Laurence Campbell.

- Joe Golem: Occult Detective (2015– dodnes).
  - The Rat Catcher and The Sunken Dead (Scénář Mike Mignola & Christopher Golden, kresba Patric Reynolds, 2015)
  - The Outer Dark (Scénář Mike Mignola & Christopher Golden, kresba Patric Reynolds, 2017)
  - The Drowning City (Scénář Mike Mignola & Christopher Golden, kresba Peter Bergting, 2018)
  - The Conjurors (Scénář Mike Mignola & Christopher Golden, kresba Peter Bergting, 2019)

- How Koshchei Became Deathless (2009). Scénář Mike Mignola, kresba Guy Davis.
- Baba Yaga's Feast (2009). Scénář Mike Mignola, kresba Guy Davis.
- The Amazing Screw-on Head and Other Curious Objects (2010). Kresba i scénář Mignola.
- Frankenstein Underground (2015). Scénář Mike Mignola, kresba Ben Stenbeck.
- Broken Vessels (2016). Scénář Mike Mignola a Scott Allie, kresba Tim Sale.
- Rise of the Black Flame (2016). Scénář Mike Mignola a Chris Roberson, kresba Christopher Mitten.
- The Great Blizzard (2017). Scénář Mike Mignola a Chris Roberson, kresba Christopher Mitten.
- God Rest Ye Merry (2017). Scénář Mike Mignola a Chris Roberson, kresba Paul Grist.
- The Last Witch of Fairfield (2017). Scénář Mike Mignola a Scott Allie,kresba Sebastián Fiumara.
- The Visitor: How & Why He Stayed (2017). Scénář Mike Mignola a Chris Roberson,kresba Paul Grist.
- Rasputin: The Voice of the Dragon (2017). Scénář Mike Mignola a Chris Roberson,kresba Christopher Mitten.
- Mr. Higgins Comes Home (2017). Scénář Mike Mignola, kresba Warwick Johnson-Cadwell.
- Koshchei the Deathless (2018). Scénář Mike Mignola, kresba Ben Stenbeck.
- Crimson Lotus (2019).
- House of Lost Horizons: A Sarah Jewell Mystery (2022).
- The Sword of Hyperborea (2022).
- Our Encounters with Evil & Other Stories Library Edition (2023). Scénář Mike Mignola, kresba Warwick Johnson-Cadwell.
- Bowling with Corpses & Other Strange Tales from Lands Unknown (2025). Kresba i scénář Mignola.

### Romány
- Baltimore, or The Steadfast Tin Soldier and the Vampire, s Christopher Golden, 2007.
- Joe Golem and the Drowning City: An Illustrated Novel, s Christopher Golden, 2012.
- Father Gaetano's Puppet Catechism, s Christopher Golden, 2012.